# Bracon uichancoi
Bracon uichancoi är en stekelart som först beskrevs av Joseph Augustine Cushman 1930.  Bracon uichancoi ingår i släktet Bracon och familjen bracksteklar. Inga underarter finns listade.